# Kalmar tingsrätt
Kalmar tingsrätt är en tingsrätt i Sverige med säte i Kalmar. Domkretsen omfattar samtliga kommuner i Kalmar län, det vill säga Borgholm, Emmaboda, Hultsfred, Högsby, Kalmar, Mönsterås, Mörbylånga, Nybro, Oskarshamn, Torsås, Vimmerby och Västervik. Tingsrätten med dess domkrets ingår i domkretsen för Göta hovrätt. .

## Administrativ historik
Vid tingsrättsreformen 1971 bildades denna tingsrätt i Kalmar av Kalmar rådhusrätt med Kalmar rådhus som tingslokal (till 1987). Domsagan utgjordes av de områden som 1971 bildat Kalmar kommun. 1982 uppgick Möre och Ölands tingsrätt i denna tingsrätt och domsagan utökades med Borgholms kommun, Mörbylånga kommun, Torsås kommun, Nybro kommun och Emmaboda kommun. Tingsrätten har därefter använt denna tingsrätts lokaler. Borgholm var även tingsplats till 1983.
Den 17 januari 2005 uppgick Västerviks tingsrätt och Oskarshamns tingsrätt i denna tingsrätt och domsagan utökades med Hultsfreds kommun, Högsby kommun, Mönsterås kommun, Oskarshamns kommun, Vimmerby kommun och Västerviks kommun. Fram till 2003 fanns under Västerviks tingsrätt även ett tingsställe i Vimmerby. År 2015 lades även tingsstället i Oskarshamn ned och 2024 den i Västervik.

## Lagmän
- 1971–1976: Sune Hellroth
- 1976–1983: Sten von der Osten-Sacken
- 1983–1997: Gunnar Gyllenram
- 1998–2006: Lars Annerén
- 2006–2016: Conny Jörneklint
- 2016–: Laila Kirppu